# Neurobasis awamena
Neurobasis awamena là loài chuồn chuồn trong họ Calopterygidae. Loài này được Michalski mô tả khoa học đầu tiên năm 2006.